# Tormenta (personaje)
Tormenta (Storm, en el inglés original), alias de Ororo Iqadi Munroe, es una superheroína ficticia de la editorial estadounidense Marvel Comics. Esta superheroína apareció por primera vez en el cómic Giant-Size X-Men #1 (mayo de 1975), y fue creada por el guionista Len Wein y el dibujante Dave Cockrum. La caracterizan sus ojos azules, pelo blanco y tez oscura. Ella es capaz de controlar el clima y la atmósfera y se considera que es uno de los mutantes más poderosos del planeta.
Ella era hija de una princesa tribal de Kenia y un padre fotoperiodista afroamericano, se crio en Harlem, Nueva York y El Cairo, Egipto. Quedó huérfana después de que sus padres fueran asesinados en medio de un conflicto árabe-israelí. Durante los años, fue reclutada por Charles Xavier para sus X-Men, que llegaría a liderar y también ha sido miembro de los equipos como Los Vengadores y Los 4 Fantásticos. Ha sido reina de Wakanda, título que heredó al contraer matrimonio con el rey T'Challa, también conocido como La Pantera Negra.
Creada durante la Edad de Bronce de los cómics, Tormenta es el primer personaje femenino importante de ascendencia africana en los cómics estadounidenses. Algunos la consideran la superhéroe femenina más importante de Marvel Comics, habiendo obtenido una comparación favorable con la protagonista femenina más famosa de DC Comics, Wonder Woman. Cuando Marvel y DC Comics publicaron una miniserie DC vs. Marvel en 1996, Tormenta se enfrentó a Wonder Woman en una batalla uno a uno y salió victoriosa gracias a la votación popular entre los lectores.
Tormenta ha sido descrita como una de las heroínas más notables y poderosas de Marvel.
Tormenta, es uno de los personajes más prominentes en la serie X-Men, habiendo aparecido en varias formas de medios relacionados con la franquicia, incluyendo animación, televisión, videojuegos y una serie de películas. La personaje fue retratado por primera vez en acción real por Halle Berry en las películas de X-Men (2000), X-Men 2 (2003), X-Men: The Last Stand (2006) y X-Men: días del futuro pasado (2014) y por Alexandra Shipp en la película de 2016 X-Men: Apocalipsis, hizo un cameo en Deadpool 2 (2018) y apareció en la película de Dark Phoenix (2019).

## Historial de publicaciones
Apareció por primera vez en 1975 en el cómic Giant-Size X-Men #1, escrito por Len Wein y dibujado por Dave Cockrum. En este cómic, Wein utiliza una batalla contra la isla viviente Krakoa para reemplazar la primera generación de X-Men de la década de 1960 con nuevos X-Men. Fue una amalgama de dos personajes creados por Cockrum: The Black Cat y Typhoon. Black Cat tenía el disfraz de Tormenta, menos la capa, y fue presentado para la alineación original de los nuevos X-Men. Sin embargo, durante una pausa en el nuevo proyecto X-Men, se introdujeron otros personajes femeninos como Tigra, lo que hizo que Black Cat fuera redundante.

## Biografía ficticia

### Infancia y adolescencia en África
Ororo Munroe desciende de una antigua estirpe de brujas-sacerdotisas africanas, cuyos orígenes se remontan a los inicios de la humanidad. La madre de Ororo, N'Dare, era princesa de una tribu de Kenia, que descendía de dicho linaje. Su padre era David Munroe, un reportero gráfico estadounidense. Ororo nació cuando la familia se encontraba en la ciudad de Nueva York. Cuando Ororo tenía seis años, la familia se fue a vivir a El Cairo, ya que su padre trabajaba como corresponsal en esa ciudad. Cinco años más tarde estalló una guerra civil en Egipto, y a causa de uno de los bombardeos de la ciudad, la casa donde vivían quedó destruida con ellos dentro. Ororo presenció la muerte de sus padres atrapada entre las ruinas y aquella experiencia le provocó un profundo trauma, a raíz del cual desarrolló una fuerte claustrofobia.
Perdida, la niña deambuló por las calles de El Cairo hasta que fue reclutada por la pandilla de ladrones que dirigía Achmed El-Gibar. Bajo su tutela rápidamente aprendió las artes de la rapiña y el robo y se convirtió en la mejor ladrona y carterista de la ciudad.
El Dr. Barrett contrató a El-Gibar para que sus ladrones recuperaran el Ópalo de Ozymandias de la tumba del antiguo faraón En Sabah Nur (el villano conocido como Apocalipsis). Ororo y sus compañeros de equipo, Nari y Hakiim, se adentraron en la tumba pero cuando tomaron el ópalo de manos de la estatua que era Ozymandias, unos Jinetes de Apocalipsis pétreos, se despertaron atacándolos. Los jóvenes ladrones se defendieron como pudieron, pero cuando Ozymandias se percató de que Ororo era una de los Doce (el grupo de mutantes que supuestamente determinarían el dominio de Apocalipsis en la Tierra), decidió dejarla marchar con la joya. Al salir de la pirámide cayeron en una trampa tendida por el Dr. Barrett, quien deseaba usar varios objetos místicos para conseguir la inmortalidad. Atrapada como estaba bajo una gran pila de rocas, Ororo se liberó usando sus poderes elementales por primera vez sin llegar a comprender lo que había ocurrido exactamente. Tras una breve lucha, finalmente Ororo tuvo que entregarle el ópalo, pero cuando Barrett lo utilizó quedó petrificado alcanzando la inmortalidad como estatua viviente.
Durante ese período tuvo su primer encuentro con Charles Xavier, el posterior fundador de los X-Men, a quien intentó robar su cartera, pero él la detuvo con sus poderes telepáticos.
A la edad de doce años Ororo decidió abandonar El Cairo. Tras viajar hasta la República de Sudáfrica, se une a un nuevo grupo de ladrones dirigidos por el Maestro. Un día, al robar una cámara a deRuyter, un mercenario americano, este se percató que Ororo poseía poderes elementales y por este motivo intentó capturarla. Andreas deRuyter, el hermano mayor de deRuyter llamado el Toro, se unió a la caza. Juntos lograron capturar a Ororo, pero la intervención de Príncipe T'Challa, hijo del rey de Wakanda, permitió sobrevivir a la aventura, en la que Ororo aprendió a dominar los elementos a su voluntad.
Ororo y T'Challa emprendieron el viaje juntos hacia Wakanda, pero al poco tiempo T'Challa reconoció entre la multitud a Klaw, el hombre que había matado a su padre. Por esta razón decidió abandonar a Ororo, ya que pensaba que antes que estar con ella tenía que matar a Klaw.
Más tarde, Ororo volvió a encontrarse con T'Challa a su paso a través de Kenia, y lo tuvo como compañero de viaje durante un tiempo. Al fin, tras un año de viaje, llegó hasta las llanuras del Serengeti. Al ayudar a una tribu durante la época de sequías fue considerada una diosa ("Hermosa Jinete de los Vientos"). Tormenta conoció a Los X-Men cuando estos le ayudaron a combatir a Diluvio, un peligroso hechicero albino.

### Los X-Men
Tormenta permaneció en África hasta que el Profesor Xavier solicitó su ayuda para salvar a los X Men de las garras de Krakoa, la Isla Viviente. Tras finalizar el combate, se quedó como miembro activo de los X Men. Tormenta formó una estrecha amistad con Jean Grey, la otra integrante femenina del equipo.
Poco después, Jean supuestamente muere al ser reemplazada en el equipo por la poderosa entidad cósmica Fuerza Fénix. Cíclope, líder de campo de los X-Men y pareja de Jean, decide abandonar al equipo. Xavier confía en Tormenta y le permite convertirse en nueva líder de campo del equipo.
Cuando el x-man Ángel fue raptado por Callisto, la líder de los Morlocks, una comunidad de mutantes parias que habitaba las alcantarillas de Manhattan, Tormenta se vio obligada a enfrentarse a ella en un combate singular armada solo con cuchillos. La lucha fue feroz y Tormenta resultó victoriosa. De esta forma, según la ley de los Morlocks, Tormenta se ganó el liderazgo del grupo. Tormenta ofreció a los Morlocks asilo en la Mansión-X, pero los Morlocks prefirieron seguir habitando en las alcantarillas. Tormenta permitió a Callisto gobernar en su ausencia y visitó con frecuencia a la comunidad.
Callisto decidió vengarse y de nuevo retó a Tormenta a un combate, pero fue derrotada por segunda ocasión, teniendo que aceptar la superioridad de Tormenta.
Más adelante, el gobierno estadounidense comisionó al mutante Forja, crear un arma que disparara un rayo inhibidor de poderes mutantes. Con este artefacto, el agente gubernamental Henry Gyrich atacó a la x-man Rogue. Pero Tormenta intervino y fue ella quién recibió el impacto, perdiendo sus habilidades mutantes. Desorientada, decidió abandonar los X Men. Poco después conoció a Forja, sin saber que había sido él el creador del arma anuladora. Ambos fueron atacados por el malvado demonio conocido como el Adversario, quién los llevó a su dimensión. En la Tierra, Tormenta y Forja solo desaparecen una semana, pero en el mundo del Adversario transcurre un año. En ese periodo, ambos se enamoran, pero Tormenta se desilusiona cuando, al volver a la Tierra, descubre que Forja fue quién provocó la pérdida de sus poderes.
Tiempo después, los Morlocks fueron atacados y brutalmente masacrados por los Merodeadores, un grupo de mutantes mercenarios al servicio de Mr. Siniestro. Tormenta y los X-Men intervinieron, pero solo unos pocos Morlocks lograron sobrevivir. Esta tragedia pesó en la consciencia de Tormenta por mucho tiempo.
Forja construyó una nueva máquina para devolver los poderes a Tormenta. Ella y Forja se unieron a los X Men en Dallas, donde estaban luchando contra el Adversario. Sin embargo, Tormenta y los X Men se vieron obligados a sacrificarse para cerrar el portal creado por el demonio. Roma, la guardiana del Omniverso, honró el sacrificio de Tormenta y los X-men y decidió volverlos a la vida.
Aprovechando que el mundo los daba por muertos, el grupo se desplazó hasta Australia para así tener libertad de acción.
La suerte no estuvo del lado de los X-Men. El abatido equipo decide cruzar el Siege Perilous, un portal místico en medio del desierto australiano que le prometía una "reencarnación en vida" a todo el que lo cruzara. Tormenta decide cruzar el portal.
Tormenta reaparece amnésica en las calles de Cairo, Illinois, donde es manipulada por el androide Nanny. Nanny le borró los recuerdos y la devolvió a la infancia con la intención de que se convirtiera en otro de sus "Niños Perdidos2, un grupo de jóvenes delincuentes a su servicio. Tormenta logra escapar de Nanny. Desvalida, como en su infancia, volvió a vivir del robo. Durante un enfrentamiento fortuito contra el Rey Sombra, que le devolvió parte de la memoria, conoció a Gambito, otro mutante ladrón. Ambos formaron una pareja de ladronzuelos hasta que Tormenta recuperó por entero su memoria al regresar a la nave de Nanny. Gambito decidió llevar a Tormenta de regreso a la Mansión-X.
Tormenta fue capturada por un grupo de Magistrados del gobierno de Genosha. En medio del Proyecto: Agenda de Extinción, el Dr. David Moreau le hizo recuperar su cuerpo adulto con una serie de experimentos. Finalmente los X-Men la rescatan y retoma su lugar en el equipo.
Tras el regreso de Xavier luego de una larga ausencia en el espacio, los X-Men se dividen en dos bandos: el azul y el dorado. Tormenta es asignada para dirigir al equipo dorado.
Poco después Forja decide proponerle matrimonio a Tormenta. Aunque ella pensaba en aceptar su propuesta, Forja la abandonó al creer que no podría convencerla para que dejara su vida como miembro de los X Men y casarse con él.
Tiempo después, Tormenta une fuerzas con Cable para ayudarle a combatir a Gene Nation, un equipo juvenil de Morlocks sobrevivientes que buscan venganza tras la masacre. Tormenta reta a un combate a Marrow, quién funge como líder del equipo. Tormenta derrota a Marrow, a quien se ve obligada a apuñalar. Marrow logra sobrevivir. Más adelante, Marrow será aceptada como miembro de los X-Men. A pesar de la tensión inicial entre ambas, Tormenta contribuye en buena parte a la rehabilitación de Marrow.
Más tarde, los X-Men encuentran los diarios de Destiny, la fallecida mutante vidente. Temiendo que estos diarios, con importantes revelaciones sobre la raza mutante, cayeran en manos equivocadas, Xavier comisiona a Tormenta para formar un equipo alterno de X-Men, cuyo objetivo es encontrar y salvaguardar dichos diarios.

### X-Treme X-Men
Tormenta se convierte en líder de una facción de X-Men conformada originalmente por Bishop, Rogue, Gambito, Ave de Trueno III, Sage, Bestia y Psylocke. El objetivo original del equipo era encontrar y salvaguardar los ya mencionados diarios de Destiny.
Poco después, este grupo de X Men se vio obligado a hacer frente a la invasión extradimensional del conquistador Khan, quién invadió la Tierra a través de la isla de Madripoor. Tormenta fue raptada por Khan, quien se enamoró de ella y pretendía convertirla en su consorte. Sin embargo, consiguió escapar del harem ayudando a los X-Men a derrotar a las fuerzas de Khan. Al final de la batalla, Tormenta fue herida a traición por Viper, la entonces regente de Madripoor, quién planeaba utilizarla como señuelo para negociar con Khan.
Como consecuencia del ataque de Viper, Tormenta resultó gravemente herida e incluso, estuvo a punto de perder la vida. Jean Grey usó el poder del Fénix para ayudarla a no abandonar su fuerza vital. Tormenta tuvo que apartarse de la vida activa y se sometió a una dura terapia de rehabilitación.
Los diarios de Destiny dejan de ser una prioridad para el equipo. Tormenta junto con Bishop y Sage, formó una especie de Patrulla internacional mutante, las X-Tremas Sanciones Ejecutivas (X.S.E.).
A petición del Coronel Vazhin, Tormenta viajó hasta Tokio para investigar la existencia de grupos de gladiadores ilegales mutantes conocidos como La Arena. Con la ayuda de su gran amiga Yukio, Tormenta logró convertirse en la campeona del grupo de Masato Koga. Sin embargo, cayeron una trampa hurdida por el antiguo morlock Masque, que era el controlador de otro grupo de gladiadores que tenía como su campeona a Callisto. Masque intentó doblegar a Tormenta mediante una intensa presión psíquica ejercida por sus sicarios Purgatorio y Paraíso. Después de unas semanas de seguirle el juego a Masque mientras encontraban la forma de huir, Tormenta convenció a Callisto de ayudarle a combatir a Masque. Masque llegó a un trato con el esclavista extraterrestre Tullamore Vogue para venderla a Tormenta como su esclava. Sin embargo, antes de que pudiera concretarse la venta, Tormenta y Callisto vencieron a Masque y desmantelaron La Arena..
Poco después, y tras la trágica muerte de Jean Grey en Nueva York, el equipo de Tormenta decidió volver a la Mansión X.

### Reina de Wakanda
Tormenta regresa a la Mansión-X y sigue dirigiendo a la X.S.E. En una misión, Tormenta y los X-Men viajan a África, donde unen fuerzas con Black Panther para combatir al Fantasma Rojo y sus Super Simios. Tras la batalla, Tormenta decide tomar un tiempo de descanso de los X-Men y pasar una larga temporada en África.
En África,Tormenta se dedicó a ayudar a los nativos dando caza a traficantes de personas y cazadores furtivos. Ella fue una de las 198 mutantes que lograron retener sus poderes cuando la Bruja Escarlata despojó a la raza mutante de sus habilidades. Su presencia en África no pasó desapercibida a Black Panther, que acudió a su encuentro y le pidió que se casara con él. Tras la sorpresa inicial y mientras combatían al Caballero Árabe, Tormenta accedió a su petición.
La boda se llevó a cabo en Wakanda sin que surgieran imprevistos. Para ello Tormenta tuvo que presentarse ante el Dios Pantera, que la aceptó como pareja del Rey T'Challa. Con esto, Tormenta se convierte en la Reina de Wakanda.
Después de su luna de miel, Tormenta y Black Panther se unen a los Cuatro Fantásticos cuando Mr. Fantástico y la Mujer Invisible toman unas vacaciones. Con los Cuatro Fantásticos, Tormenta enfrenta al Dr. Doom, a los Marvel Zombies y ayuda a los X-Men a enfrentar un contingente de Morlocks. Al regreso de Mr. Fantástico y la Mujer Invisible, Tormenta abandona a los Cuatro Fantásticos.
Tormenta se enfrenta con Cíclope cuando chocan sus decisiones en el equipo. Cíclope le recuerda que anteriormente ella le hizo elegir a él entre la familia y el deber, y ella tiene que tomar la misma decisión ahora. Tormenta reacciona volviendo a Wakanda.
Black Panther es poseído por el Rey Sombra. Tormenta logra liberar a su esposo del control del villano con ayuda del Dios Pantera, quién se esconde en su interior para luego "devorar" al Rey Sombra.
Más adelante, Black Panther aparentemente cae en estado de coma tras un combate con el Doctor Doom. Mientras él se encuentra incapacitado, Tormenta se integra con los X-Men en su nuevo hogar en Utopía.
Cuando los X-Men y los Avengers se enfrentan en un combate a causa del regreso de la Fuerza Fénix a la Tierra, Tormenta se enfrenta contra su propio esposo. En la batalla Namor, poseído por la Fuerza Fénix, destruye Wakanda. Tormenta se da cuenta de que los X-Men están equivocados al apoyar al Fénix, y se une a los Vengadores, solo para descubrir que Black Panther ha anulado su matrimonio.
Devastada por la reacción de su marido, Tormenta vuelve a los Estados Unidos. Por una breve temporada se instala en Los Ángeles, California, donde une fuerzas con la x-man Psylocke para fundar una nueva Fuerza-X.

### Regreso con los X-Men
Después de que Fuerza-X se desintegra, Tormenta se reintegra a la Escuela Jean Grey para Jóvenes Superdotados. Después de la trágica muerte de Wolverine, Tormenta es elegida como su sucesora en el rol de directora de la Escuela. Tormenta culmina su separación de Black Panther cuando este abandona Wakanda para instalarse en Hell's Kitchen, Nueva York. A pesar de todo, ambos se mantienen en contacto y colaboran de manera frecuente.
Cuando las Nieblas Terrígenas, los gases que otorgan poderes a la raza de los Inhumanos se dispersan por la Tierra, causando daño entre la población mutantes, Tormenta decide mudar la escuela al llamado Refugio-X, ubicado en la dimensión del Limbo. La tensión entre los X-Men y los Inhumanos por las Nieblas Terrígenas desata una guerra entre ambos grupos. Tormenta intenta negociar la paz con la Reina Medusa. La batalla concluye con la destrucción de las Nieblas Terrígenas, que dejan de afectar a la población mutante. Tormenta decide ceder el liderazgo del equipo a Kitty Pryde, aunque permanece como parte crucial del equipo.
Más tarde, los X-Men enfrentan la amenaza de Nate Grey, quién decide crear su propia versión de un mundo perfecto antes de morir. En un momento del combate, Tormenta será poseía por Grey y transformada en uno de sus Jinetes de la Luz. Tormenta será rescatada del control de Grey por Psylocke. Más adelante, ella y otros X-Men son desaparecidos misteriosamente cuando Grey pronuncia las palabras "No más X-Men". Su destino es incierto.
Tormenta y los demás X-Men son enviados por Nate Grey a una dimensión paralela de la que regresan eventualmente. Eventualmente, Tormenta es convocada para radicar en Krakoa, el nuevo refugio de los mutantes. Allí se une con Magneto y Polaris para reunir a su vez a cinco mutantes: Eva Bell, Proteus, Hope Summers, Elixir y Egg. Magneto explica que los cinco mutantes, conocidos colectivamente como Los Cinco, pueden revivir mutantes fallecidos. Tormenta presenta a Los Cinco ante una multitud en Krakoa y los proclama como "Héroes de Krakoa".

## Poderes y habilidades
Tormenta es una de los mutantes más poderosos en el Universo Marvel; en el número 21 de la colección de cómics Black Panter (2006), el escritor Reginald Hudlin insinuó a Tormenta como mutante de nivel Omega, una descripción ficticia para mutantes con los poderes de potencial ilimitado. Antes de esto, aunque aún no se empleaba este término, el escritor de X-Men Chris Claremont también afirmó que Tormenta poseía este nivel de poder, equiparándolo con el de la mutante de nivel de Omega Jean Grey tomando en cuenta de su control de la naturaleza y su destreza.
Tormenta tiene la capacidad psiónica de controlar todos los aspectos naturales del universo así como puede controlar el clima. Puede controlar el viento, el relámpago, y generar todo tipo de fenómenos climáticos naturales. Además, Tormenta puede reducir o elevar la temperatura de su ambiente. También puede manipular el viento para elevarse a sí misma y volar a altas velocidades. Es inmune a los efectos del clima, a los relámpagos, al calor extremo y al frío.
Entre las manifestaciones más insólitas de su poder se encuentra la fusión de agentes contaminadores tóxicos atmosféricos en la niebla ácida o lluvias tóxicas. Tormenta también controla la presión atmosférica, lo que le ha permitido incluso aplastar dos cruceros estelares Skrull, y sofocar la detonación de una bomba nuclear.
Tormenta ha demostrado la capacidad de controlar fenómenos que incluyen tormentas cósmicas, corrientes del océano y la energía electromagnética. Puede crear campos eléctricos, magnéticos, y electromagnéticos y campos electrolíticos para separar el hidrógeno y el oxígeno en moléculas de agua. Manipulando el oxígeno producido, ella es capaz de respirar debajo del agua. En cierta oportunidad, manipuló el viento solar para destruir a un centinela.
En una ocasión, en el espacio, fue capaz de juntar átomos de hidrógeno para crear una especie de atmósfera temporal y provocar un relámpago que lanzó contra Silver Surfer. Sobre la tierra, ha mostrado la capacidad de cambiar sus percepciones visuales para ver el universo como un modelo de energía multicoloreado, descubriendo el flujo de energía detrás de fenómenos meteorológicos, máquinas, y sistemas nerviosos. Las capacidades de Tormenta solo son limitadas por su voluntad y la fuerza de su cuerpo.
Los poderes de la mutante la mantienen en sincronía con el clima y su ambiente circundante. Como consecuencia, Tormenta a menudo suprime sentimientos extremos para impedir que su estado emocional cause un tiempo violento. También puede ver casi totalmente en la oscuridad, pero no al nivel de mutantes como Wolverine. Adicionalmente a esto, ha mostrado ser sensible a la dinámica del mundo natural. Por ejemplo, ha sentido morir un árbol de la mansión de los X-Men, ha sentido el esfuerzo gravitacional de la luna sobre las mareas, y ha descubierto el movimiento incorrecto de un huracán en el Hemisferio Norte.
Más allá del control meteorológico, el linaje de Tormenta la provee de una afinidad para la magia blanca; en algunas de las formas de universos alternos, Tormenta posee un considerable talento mágico. Por ejemplo, Tormenta, quien fue pegado en el limbo, se hizo una bruja experta y derrotó a Belasco, pero se abstuvo de matarlo. Su antepasado Ashake explicó en la miniserie Mística Arcana que el poder místico de su familia provenido de la diosa Ma'at, sugiriendo que las referencias de Ororo a la Señora Brillante de hecho puede ser llamada aquella misma diosa.
Debido a su entrenamiento, Tormenta tiene resistencia a la telepatía.
Desde que Claremont estableció su perfil en X Men Misteriosos *102 (diciembre de 1976), Tormenta además, ha sido retratada como una ladrona experta y una experimentada luchadora cuerpo a cuerpo, gracias al entrenamiento recibido de Achmed el-Gibar, el Profesor X y Wolverine. En el pasado, Tormenta derrotó tanto a Callisto como al Comando Carmesí. Ambos experimentaron la destreza de la luchadora, en el combate cuerpo a cuerpo. Tormenta habla fluidamente el ruso, el árabe y el suajili. Como parte de su parafernalia, Tormenta lleva un juego de picos de cerradura y su rubí hereditario, que permite un transporte interdimensional con la ayuda de su relámpago.

### Limitaciones
Debido al accidente de su niñez Tormenta padece claustrofobia. Además, sus poderes sobre el clima están ligados a sus emociones, las cuales afectan su control sobre los fenómenos naturales. Por ejemplo: si se encuentra enfadada puede provocar una tormenta destructiva más allá de su control.
El poder y las manifestaciones de sus poderes dependen de las condiciones atmosféricas del lugar donde se encuentre, por ejemplo en la tierra Tormenta es incapaz de superar condiciones inexistentes en el planeta, por lo tanto ella es incapaz de crear temperaturas inferiores al cero absoluto o temperaturas similares a las de la superficie del sol.

## Otras versiones

### Era de Apocalipsis
Tormenta aparece como miembro de los X-Men. Tiene un interés romántico por Quicksilver.

### El valor de un hombre
En esta saga el mundo se ha dividido entre humanos y mutantes debido al asesinato de Charles Xavier en el pasado.
En este universo Magneto es el líder de los mutantes
Tormenta está casada con Wolverine.
Cabe destacar que esta versión queda eliminada debido a que Bishop viaja en el tiempo para evitar el asesinato de Xavier

### Dinastía de M
Tormenta aparece como Reina de Kenia.

### Ultimate Tormenta
Tormenta es una inmigrante ilegal de Marruecos que se refugia en Harlem, donde robó autos hasta que se unió a los X-Men. Estuvo involucrada románticamente con Bestia y cuando este murió pasó a mantener una relación con Wolverine.

### Amalgam Comics
Tormenta se fusiona con la Mujer Maravilla de DC Comics para conformar a la heroína Amazon.

## En otros medios

### Televisión
Tormenta aparece en las siguientes series de televisión:
- Spider-Man and His Amazing Friends: Tormenta fue integrante del grupo en los episodios "The X-Men Adventure" y "A Firestar is Born".
- X-Men: Tormenta fue integrante del grupo durante toda la serie.
- Spider-Man: The Animated Series: contemporánea de la serie anterior, Tormenta aparece como personaje invitada en los episodios The Mutant Agenda y Mutant's revenge, junto con todos los X-Men de dicha serie. Más adelante aparece, sin ellos, en los episodios Arrival, The Gauntlet of Red Skull y Doom, cuando Spider-Man se ve obligado en un mundo alienígena a reunir a los mejores héroes para enfrentar a grandes villanos en un gran combate entre el bien y el mal organizado por el Beyonder.
- X-Men: Evolution: en esta serie, los X-Men aparecen como jóvenes adolescentes. Tormenta es profesora en el Instituto X del Profesor Xavier y miembro del personal de instructores de la mansión. En esta versión de los X-Men, Ororo es la tía del joven Hombre-X Evan Daniels / Spyke quien normalmente la llama "Tía O". También tiene una hermana llamada Vivian, tanto su hermana como su sobrino fueron creados para la serie. Su sentido de la moda suele estar basado en los colores púrpura y tonos tierra con falda o tela sedosa. Tormenta es la encargada del invernadero de la Mansión X, principalmente porque es una gran jardinera y no necesita una regadera, ella ha sido considerada como el recurso de reserva del Profesor Xavier. En el episodio "Tormenta africana", se revela el pasado de su vida. Tormenta es perturbada por Hungan, un malvado chamán africano que quiere apoderarse de África. Ella tiene que detener a un enemigo que conoce sus debilidades con la ayuda de los X-Men. Hungan tomó ventaja principalmente de la claustrofobia de Tormenta. Durante los dos episodios finales de la Temporada 4, Apocalipsis convierte a Tormenta en uno de los Cuatro Jinetes, eso le da la habilidad de generar tormentas más grandes y violentas que antes. Posteriormente, ella regresa al final de la serie. Fue interpretada con la voz de la actriz canadiense Kirsten Williamson.[49]
- Wolverine and the X-Men: esta nueva serie planeada para el 2008 parte de la promoción de la película de "Wolverine". Después de la explosión que destruye la academia, Tormenta se vuelve la reina de África. Más tarde cuando los X-Men evitan que ella destruyera accidentalmente África.
- The Super Hero Squad Show: Esta versión es estudiante, luego graduada, de la Academia Xavier, miembro temporal del Escuadrón de Superhéroes titular y novia de Pantera Negra.
- Marvel Anime: X-Men: El diseño de esta versión se basa en la interpretación de Halle Berry.
- What If...?: Una variante de Tormenta de un universo alternativo que empuña Mjolnir aparecerá en la tercera temporada.

### Cine

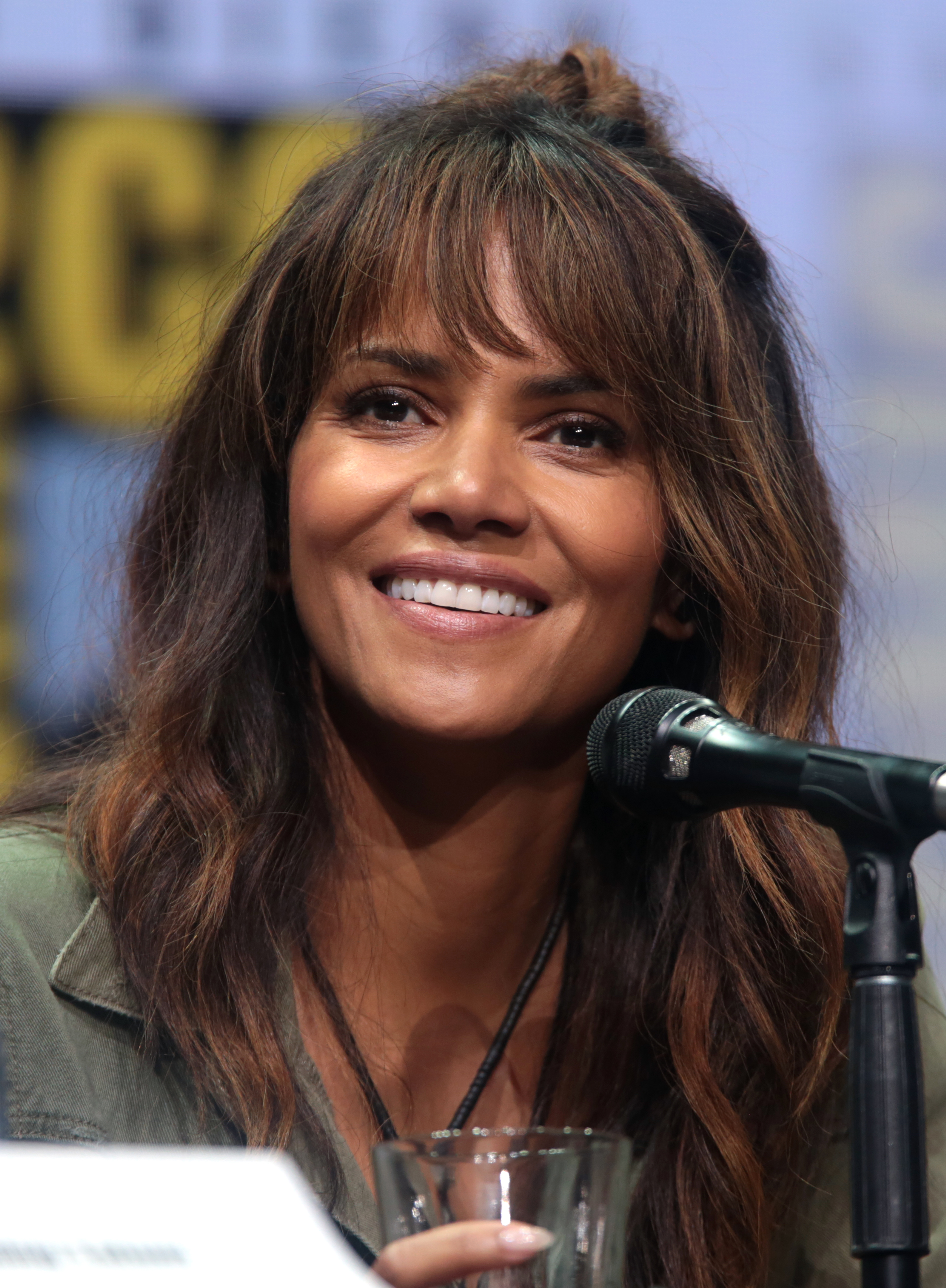
Halle Berry interpretó al personaje en varias adaptaciones cinematográficas.

La versión cinematográfica de Tormenta en las tres primeras películas, X-Men, X-Men 2 y X-Men: The Last Stand, fue encarnada por la actriz Halle Berry. En la tercera película fue elegida por Charles Xavier como su sucesora en caso de su muerte, cargo que alcanzó tras la muerte efectiva de Xavier y de Scott Summers a manos de Jean / Fénix. Los poderes de Tormenta en el cine son similares a los de su versión de papel, si bien difieren entre las dos primeras partes (donde Tormenta usa sus poderes al máximo, provocando tornados, huracanes o ventiscas) y la tercera (donde se centran más en la lucha, lanzando descargas eléctricas por las manos o creando un tornado al girar sobre sí misma).
- En X-Men, ella es miembro del equipo y aparece cuando va al encuentro de Wolverine para salvarlo de Dientes de Sable. Más adelante, Rogue escapa del Instituto Xavier después de un pequeño incidente que tuvo con Wolverine y Tormenta va a buscarla acompañada de Cíclope. Cuando intentan encontrar a Rogue en la estación de trenes, Tormenta es sorprendida por Dientes de Sable quien la toma por el cuello y ella le lanza un rayo, curiosamente luego de esa escena, Tormenta y Cíclope desaparecen mientras Magneto secuestra a Rogue en la estación asistido por Sapo y Dientes de Sable. Al final, los X-Men se dirigen a la Isla de la Libertad para rescatar a Rogue y detener a Magneto. Cuando suben por la Estatua de la Libertad, Mystique ataca a Wolverine, mientras Sapo se encarga de derrotar a los demás X-Men aventando a Tormenta hasta el segundo piso, ella se recupera e intenta regresar para el segundo round pero es vencida brutalmente cuando Sapo la patea haciendo que caiga por la puerta vacía del elevador. Finalmente Tormenta usa su habilidad de volar por primera vez y regresa para derrotar a Sapo.
 En la primera película, Berry intentó retratar a Tormenta con el acento keniata que tiene en los cómics, pero este aspecto fue dejado fuera de las siguientes dos películas definitivamente.

- En la secuela X-Men 2, los X-Men se asocian con Magneto para salvar a su especie. Ella y Jean Grey encuentran a Nightcrawler y lo convencen para unirse a los X-Men. Más adelante, Tormenta con la ayuda de Nightcrawler lograron evitar que Xavier quien tenía el cerebro lavado matara a los humanos y lo liberan del duplicado de la máquina Cerebro construida por William Stryker.

- En X-Men: The Last Stand, se le da un papel más notorio, ella actúa como la nueva directora del Instituto Xavier después de la muerte de Charles Xavier, y junto a los X-Men finalmente logran derrotar a Magneto una vez más. Sus poderes también se destacan más, especialmente su poder de volar siendo esta, la película en donde Tormenta ha volado el mayor número de veces en toda la franquicia a diferencia de las dos primeras películas donde no ha llegado a volar más de una sola vez. También se da a entender que Tormenta siente un amor no correspondido por Wolverine, y es una de las pocas personas que sabe que él está enamorado de Jean. Esto se muestra posteriormente en una escena eliminada de X-Men: días del futuro pasado donde Tormenta y Wolverine se besan.
 Por su papel en X-Men 3, Berry recibió un Premio People's Choice como "Mejor héroe de acción femenina".

- En la película precuela X-Men Origins: Wolverine, el personaje iba a aparecer como una niña pequeña en un cameo interpretada por April Elleston Enahoro. Algunas de las imágenes se incorporaron en algunos avances. El metraje no se incluyó en el lanzamiento final de la película pero se incluyó como material adicional en la versión de DVD / Blu-ray. La breve aparición de Tormenta en la película ocurre en la escena en la que Logan abandona el Equipo X de Stryker cuando están interrogando a las personas en el país africano de Nigeria mientras buscan el adamantium. En ese momento se ve a una niña de cabello blanco mirando cómo los interrogan mientras comienza a formarse una tormenta.

- Ororo Munroe hace una breve aparición como una niña en X-Men: primera generación durante una escena en la que el joven Charles Xavier usa a Cerebro para rastrear las mentes de los mutantes en todo el mundo[50] y entre varios mutantes ve a una niña negra con cabello de color blanco.

- En The Wolverine, aparece en una fotografía de Halle Berry como Tormenta junto con Wolverine en el álbum de Yashida.

- Halle Berry encarnó al personaje por quinta y última vez en X-Men: días del futuro pasado, ambientada en el futuro de 2023, la mente de Wolverine es enviada al pasado para cambiar la historia y detener la guerra entre humanos y mutantes antes de que comience. Tormenta, junto con otros mutantes, intenta detener a los Centinelas hasta que Wolverine tenga éxito en su misión. Desafortunadamente, Tormenta es asesinada por un Centinela que la empala en un ataque sorpresa por detrás mientras trepaba la pared, arrojando su cuerpo por la ladera de la montaña. Sin embargo, la misión de Wolverine es un éxito, y los eventos del futuro cambian. Wolverine despierta en un nuevo futuro donde Tormenta ha revivido.[51]

- En la película X-Men: Apocalipsis estrenada en 2016, aparece una versión adolescente de Tormenta interpretada por Alexandra Shipp. Ella es manipulada inicialmente y el color de pelo de su mohawk se vuelve blanco (contradiciendo a la trilogía original) permanentemente por el recién despertado Apocalipsis, contrario a los cómics, donde el color de su cabello proviene de su ascendencia. Ella se une a los Jinetes de Apocalipsis como Hambre en la creencia de que su objetivo es salvar el mundo. Sin embargo, una vez que ella ve a Apocalipsis odiar al cadáver de Ángel por fallar y lo ve atacar a su heroína Mystique, se da cuenta de sus intenciones reales y se vuelve en contra de Apocalipsis para ayudar a los X-Men, y luego de matarlo, se une a ellos. El peinado de Tormenta está basado en el look punk que llevó el personaje durante un tiempo en los años ochenta.

- En la película Logan de 2017, Tormenta aparece luchando contra Sauron con Wolverine en la portada del cómic de ficción X-Men que estaba leyendo Laura.

- Alexandra Shipp repite su papel, apareciendo brevemente como la versión adolescente de Tormenta del pasado en Deadpool 2.[52]

- Alexandra Shipp repite su papel por última vez en Dark Phoenix que es el fin de la franquicia.

### Videojuegos
Tormenta aparece en los siguientes videojuegos:
- X-Men: Children of the Atom
- X-Men vs. Street Fighter
- Marvel vs. Capcom: Clash of Super Heroes
- X-Men: Mutant Academy
- X-Men: Mutant Academy 2
- X-Men Legends
- X-Men Legends II: Rise of Apocalypse
- X-Men: Next Dimension
- Marvel: Ultimate Alliance
- Marvel vs. Capcom 3: Fate of Two Worlds
- Ultimate Marvel vs. Capcom 3
- Lego Marvel Super Heroes
- Marvel Future Fight
- Marvel Super Hero Squad Online
- Marvel Super Hero Squad
- Marvel Rivals
- Marvel Contest of Champions